# Totenglocke

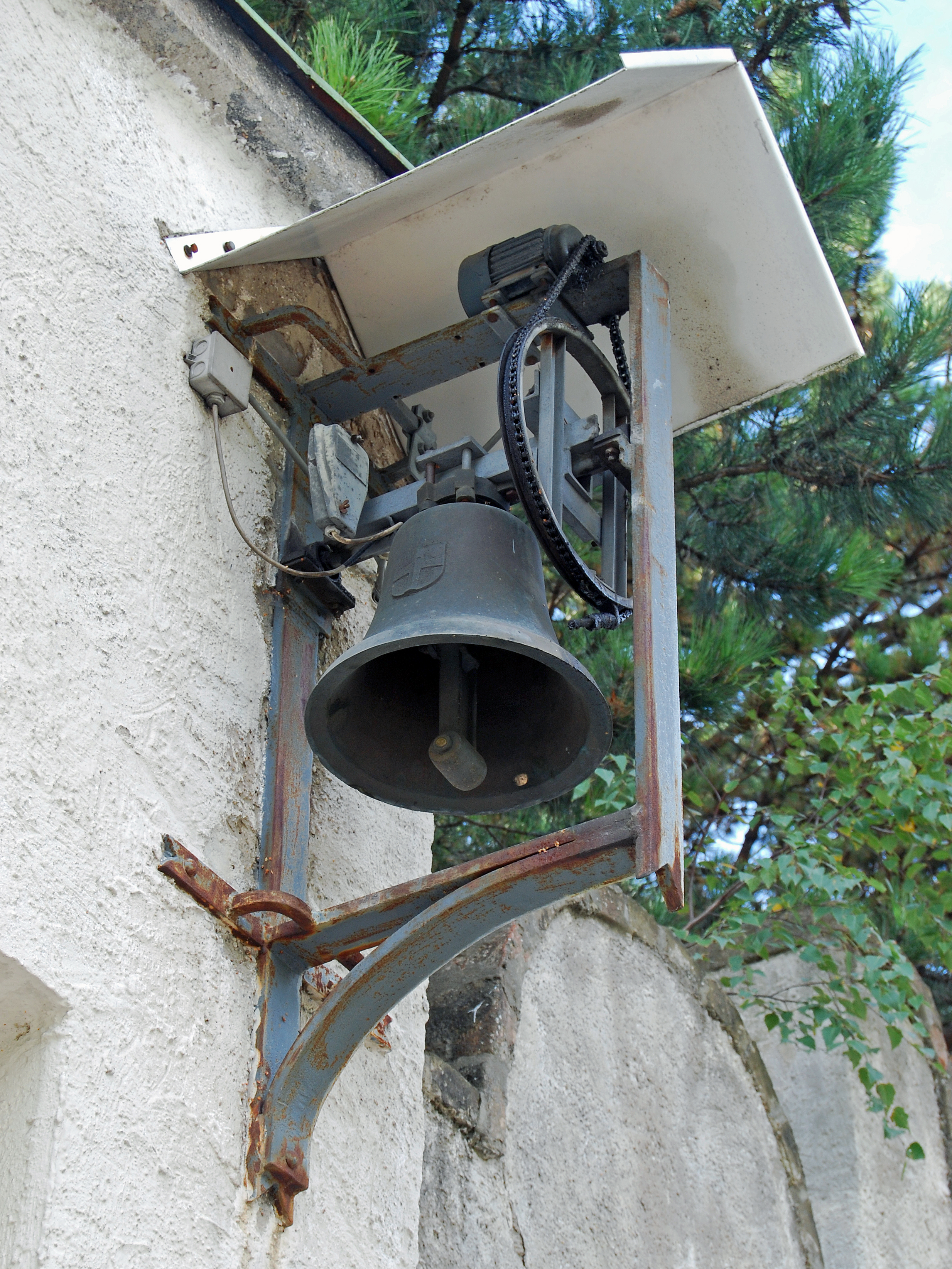
Totenglocke im Urnenfriedhof Simmering in Wien

Die Totenglocke (oder Sterbeglocke, bayerisch/österreichisch auch Zügenglocke oder Zügenglöcklein) ist eine Glocke, die in vielen evangelischen Kirchengemeinden und katholischen Pfarrgemeinden nach dem Eintreten des Todes eines Gemeindemitgliedes geläutet wird (Ausläuten). Geläutet wird meist am Tag nach dem Sterbetag, nachdem die Todesnachricht im Pfarrbüro angezeigt wurde. Gemäß der Läuteordnung wird diese Glocke zu einer festen Zeit des Tages (meist mittags oder abends) oder beim sogenannten Scheidungsgebet im nächsten Gottesdienst geläutet.
Als Totenglocke wird in der evangelischen Tradition meistens eine größere Glocke verwendet, in katholischen Gemeinden zeigt dagegen oft die kleinste Glocke an, dass jemand verstorben ist. Es gibt darüber hinaus regionale Unterschiede innerhalb der Konfessionen. Folgender Brauch findet sich zum Beispiel in der Schweiz: Dort ist in Kirchen mit mehreren Glocken die zweitkleinste in der Regel die Totenglocke, die kleinste hingegen ist die Taufglocke. Für Erwachsene wird dann die Totenglocke geläutet und für ein Kind, das vor der Erstkommunion verstorben ist, die Taufglocke.

## Totenglocke in der Kunst
In Schillers Lied von der Glocke (1799) erscheint die Totenglocke bereits einleitend im in Latein gehaltenen Motto: mortuos plango (Die Toten beklage ich). Die in Österreich als Zügenglöcklein bezeichnete Totenglocke ist Gegenstand des gleichnamigen Gedichts (1826) von Johann Gabriel Seidl, das von Franz Schubert vertont wurde: Das Zügenglöcklein.
Im allegorischen Gemälde Der Zug des Todes (1875) des Malers Gustav Adolph Spangenberg (1828–1891) führt der als Skelett personifizierte Tod die ihm nachfolgende Schar mit der Glocke an.